# Hannes Kapuste
Hannes Kapuste, eigentlich Johannes Kapuste (* 27. September 1932 in Wahlstatt, Landkreis Liegnitz Provinz Niederschlesien) ist ein deutscher Arzt, Gesundheitswissenschaftler und Vorkämpfer für die Verwirklichung der Drogensubstitution in Deutschland.

Hannes Kapuste (2009)

## Leben
Nach Studium der Medizin und Promotion zum Dr. med. an der Universität München, Medizinalassistentenzeit und Studium der Pädagogik, arbeitete Kapuste als Wissenschaftlicher Assistent in Kinderheilkunde und Physiologie. Er war Gründer und zwischen 1965 und 1973 Leiter des von der Stiftung Volkswagenwerk finanzierten Instituts für Ausbildungsforschung in München, welches sich mit der Evaluation der deutschen medizinischen Ausbildung im Vergleich zu der in der Schweiz, England, den USA, Kanada und Uganda befasste. Ab 1974 arbeitete er als praktischer Arzt und Psychotherapeut, begleitet von einer intensiven Beschäftigung mit Antipsychiatrie. Ab 1976 begann er mit der Methadon-Entzugsbehandlung von Heroinsüchtigen unter anderem durch Drogensubstitution, mit der Folge von strafrechtlicher Verfolgung und dem Entzug der Approbation. Kapuste lebt seither von einer kleinen Rente als Privatgelehrter in München und hat Veröffentlichungen u. a. zum plötzlichen Kindstod und zur orthomolekularen Medizin verfasst.

## Vorläufer der Substitutionsprogramme
Vor Beginn der offiziellen Methadonprogramme hat Kapuste in München zweimal eine größere Zahl von Heroinabhängigen mit L-Polamidon entzogen. Er konnte sich dabei auf das traditionelle deutsche Betäubungsmittelrecht und die Erfahrungen in den USA berufen, geriet dabei jedoch in Gegensatz zu dem von der deutschen Psychiatrie aufgebauten Abstinenzparadigma. Sein erstes Entzugsprogamm begann im Mai 1976 und endete nach etwa zwei Jahren mit der Verurteilung zu einer Freiheitsstrafe von zwei Jahren. Dieses Urteils wurde durch den Bundesgerichtshof aufgehoben und eine Behandlung von Heroinsüchtigen mit Methadon im Prinzip eröffnet, dabei allerdings mit Auflagen, die das BtMG bisher nicht gekannt hatte. Infolgedessen wurde Kapuste nicht freigesprochen, sondern nur die Strafe auf acht Monate Freiheitsstrafe reduziert und zur Bewährung ausgesetzt. Zugleich wurde ihm für vier Jahre ein partielles Berufsverbot im Hinblick auf Drogenabhängige erteilt. Nach Ablauf dieser Frist machte er 1983 angesichts der Tatsache, dass noch immer kein niedergelassener Arzt eine Methadon-Entzugsbehandlung durchführen konnte, unter bewusster Missachtung diese BGH-Urteils einen zweiten Anlauf, der allerdings im September durch den Sofortentzug seiner Approbation endete. Im Februar 1984 konnte er gestützt auf eine zu seinen Gunsten ergangene Entscheidung des VGH München seine Praxis wieder eröffnen, allerdings nur unter ausdrücklicher Verpflichtung auf die vom BGH gemachten Auflagen. Als er feststellte, dass diese Auflagen praktisch undurchführbar waren bzw. zu Todesfällen führten, die er nicht weiter verantworten wollte, behandelte er seine Patienten wider die gerichtlichen Auflagen wieder wie früher. Am 27. Juli 1986 erwirkte die Staatsanwaltschaft einen Haftbefehl wegen „ärztlich nicht begründeter Verschreibung von Betäubungsmitteln“. Die später zusätzlich erhobene Anklage wegen fahrlässiger Tötung in drei Fällen musste wieder fallengelassen werden. Kapuste verbrachte elf Monate in Untersuchungshaft bzw. Sicherungshaft in der Psychiatrie. Aufgrund eines Sachverständigengutachtens, welches ihm „partielle Unzurechnungsfähigkeit“ im Hinblick auf die Behandlung von Heroinabhängigen bescheinigte, wurde Kapuste letztlich freigesprochen. Wiederum erging ein auf die Behandlung von Heroinabhängigen beschränktes Berufsverbot, diesmal auf Lebenszeit. In der Folge entzog ihm 1989 die Regierung Oberbayern die Approbation als Arzt „wegen Unzuverlässigkeit und Unwürdigkeit“ auf Lebenszeit. 1988 begannen in Nordrhein-Westfalen Modellversuche zur Drogensubstitution, was später zu einer veränderten Sach- und Rechtslage geführt hat. Eine Rehabilitierung von Hannes Kapuste ist nicht erfolgt, wird aber gefordert.

## Publikationen (Auswahl)
- Hannes Kapuste: Die große Reform des Medizinstudiums lässt auf sich warten. In: Wirtschaft und Wissenschaft. 5/1969.
- Johannes Feest und Hannes Kapuste: Interviews in Ixburg. Medizinstudenten und ihre klinische Ausbildung. München 1970.
- Hannes Kapuste, Werner Schuster und E. Sturm: Ärztliche Ausbildung und regionale Patientenversorgung. Ein Modell für Osnabrück. 1972.
- Hannes Kapuste: Zur Methadon-Kontroverse. In: Deutsche Medizinische Wochenschrift. 1978, S. 1577.
- Hannes Kapuste: Münchner Freiheit. In: Psychologie Heute. 9/1978, S. 60–66.
- Hannes Kapuste: Medizinische Differenzierung des Heroin-Suchtproblems. In: Wiener Zeitschrift für Suchtforschung. Nr. 1–2/1986, S. 77–90.
- Melvyn R. Werbach (übersetzt und bearbeitet von Hannes Kapuste): Nutriologische Medizin. Ein Quellenbuch klinischer Forschung über die Einflüsse von Nahrung, Unverträglichkeiten und Nutrienten auf über 100 Krankheiten. Natura viva 1999.
- Hannes Kapuste: Medizinisch-nutriologische Grundlagen der Entzugsbehandlung von Heroinsüchtigen. In: Journal für Orthomolekulare Medizin. 1999, S. 278–288, 399–416; 2000, S. 88–102, 194–208, 310–330. Als Sonderdruck insgesamt vom Verlag Ralf Reglin nachgedruckt, Köln 2000.
- Hannes Kapuste: Die verborgene Norm oder das Geheimnis der Reife der Zeit. In: Sven Burkhardt, Christine Graebsch und Helmut Pollähne (Hrsg.): Korrespondenzen in Sachen. Strafvollzug, Rechtskulturen, Kriminalpolitik, Menschenrechte. Lit Verlag, Münster 2005.
- Hannes Kapuste: Der plötzliche Säuglingstod: Matratze als Verursacher. In: Deutsches Ärzteblatt. 2005.